# Флаг Нижнепышминского муниципального образования
Флаг Нижнепы́шминского муниципального образования Тюменского муниципального района Тюменской области Российской Федерации.
Флаг утверждён 2 октября 2008 года и зарегистрирован в Государственном геральдическом регистре РФ под № 4403.
Флаг составлен на основании герба Нижнепышминского муниципального образования, воспроизводит его символику и наряду с ним служит официальным символом Нижнепышминского муниципального образования.

## Описание
«Прямоугольное полотнище с отношением ширины к длине 2:3 составленное из равных вертикальных полос синего и красного цветов, по центру которого помещено изображение прорастающего лилией огненного колеса, выполненное жёлтым цветом. Обратная сторона аналогична лицевой».

## Обоснование символики
Композиция указывает на принадлежность МО к Тюменскому району (синяя часть поля и лилия) и храм во имя Св. Илии Пророка, стоящий в селе Нижнепышминское (огненное колесо и красная часть поля).